# Ana Cristina Oliveira Leite
Ana Cristina Oliveira Leite (* 23. Oktober 1991 in Bocholt-Stenern) ist eine portugiesisch-deutsche Fußballspielerin. Seit dem 1. Juli 2025 ist sie Vertragsspielerin des Zweitligisten VfL Bochum.

## Karriere

### Vereine
Noch nicht 16-jährig verließ Leite im Sommer 2007 ihren Jugendverein Borussia Bocholt und wechselte zum FCR 2001 Duisburg, bei dem sie hauptsächlich in der zweiten Mannschaft zum Einsatz kam. Ihren ersten Einsatz in der Bundesliga hatte sie für Duisburg am 17. Februar 2008 (7. Spieltag) beim 2:2-Unentschieden im Auswärtsspiel gegen den VfL Wolfsburg, als sie für Turid Knaak in der 85. Minute eingewechselt wurde. Ihren ersten internationalen Einsatz absolvierte sie am 30. September 2009 im Hinspiel des Sechzehntelfinales der Champions League beim 5:1-Sieg im Auswärtsspiel gegen Universitet Wizebsk. In diesem Spiel, in dem sie zur zweiten Halbzeit für Inka Grings eingewechselt wurde, gelang ihr auch ein Tor.
Zur Saison 2010/11 wechselte sie zum Ligakonkurrenten SG Essen-Schönebeck (seit der Saison 2012/13 SGS Essen). In ihrer ersten Saison für Essen, für die sie elfmal zum Einsatz kam, wurde sie sechsmal ein- und viermal ausgewechselt. Ausgerechnet in dem Spiel, in dem sie 90 Minuten lang mitwirkte, am 17. Oktober 2010 (10. Spieltag) beim 1:1-Unentschieden im Auswärtsspiel gegen den Herforder SV, gelang ihr mit dem Treffer zum zwischenzeitlichen 1:0 in der 3. Minute auch ihr erstes Bundesligator. Im Mai 2014 löste sie ihren Vertrag bei der SGS Essen auf und verließ den Verein. Leite kehrte daraufhin nach Duisburg zurück und schloss sich dem MSV an. Nach rund zwei Monaten löste sie ihren Vertrag beim MSV Duisburg auf und unterschrieb stattdessen einen Vertrag bei Borussia Mönchengladbach, wo sie zunächst in der Regionalliga spielte. Nach zwei Spielzeiten und zwei Aufstiegen mit Mönchengladbach wechselte sie zu Bayer 04 Leverkusen. Am 4. Juni 2017 verließ sie Leverkusen und wechselte nach Portugal zu Sporting Lissabon. Nachdem sie mit Sporting Lissabon das Triple aus Meisterschaft, Pokal und Super Cup holte, kehrte sie am 6. Juli 2018 zu Bayer 04 Leverkusen zurück. Nach 12 Jahren kehrte Leite am 19. Juni 2019 zu ihrem Jugendverein Borussia Bocholt zurück, der in der Regionalliga West spielte. Mit der Borussia stieg sie am Ende der Saison 2019/20 in die 2. Bundesliga auf.
Zur Saison 2023/24 ging Ana Cristina Oliveira Leite in die Schweiz, zum BSC YB Frauen, der Frauenfußballmannschaft des BSC Young Boys aus Bern, die in der höchsten Schweizer Spielklasse, der Super League spielt. Im Sommer 2025 wechselte sie zurück nach Deutschland in die 2. Bundesliga zum VfL Bochum.

### Nationalmannschaft
Zunächst in der U17-Niederrheinauswahl berücksichtigt, folgte sie der Einladung zum Vorbereitungslehrgang auf die Länderspiele gegen Dänemark vom 16. bis 18. April 2007 in Duisburg. Am 24. April 2007, im ersten Vergleich mit der Auswahl Dänemarks, debütierte sie in Malchow beim 8:0-Sieg in der U17-Nationalmannschaft. Nachdem sie der Einladung zum U17-Juniorinnen Lehrgang vom 19. bis 22. Dezember 2007 an der Sportschule Hennef gefolgt war, blieb sie in der anstehenden 1. und 2. Qualifikationsrunde zur U17-EM 2009 in Nyon jedoch ohne Berücksichtigung.
Leite kam 27. Oktober 2009 in Hameln beim 1:0-Sieg der U19-Nationalmannschaft über die Auswahl Schwedens, als sie in der 54. Minute für Turid Knaak eingewechselt wurde, zu ihrem einzigen Länderspiel für diese Auswahlmannschaft.
Noch vor dem Algarve-Cup 2010 ließ sie sich von Trainerin Monica Jorge davon überzeugen, künftig für Portugal zu spielen. Bei diesem Turnier debütierte sie für die A-Nationalmannschaft Portugals, die am 24. Februar 2010 mit 5:0 gegen die färöische Nationalmannschaft gewann.
Mit der A-Nationalmannschaft nahm sie vom 6. bis 13. März 2013 am Turnier um den Algarve-Cup teil, kam in allen Gruppenspielen (2:0 gegen Wales am 6. März, 0:2 gegen Ungarn am 8. März und 0:3 gegen Mexiko am 11. März) zum Einsatz und belegte mit ihr den 11. Platz, nachdem die Auswahl Wales’ im Elfmeterschießen mit 3:1 bezwungen wurde.

## Erfolge
- Aufstieg in die Bundesliga 2016 (mit Borussia Mönchengladbach)
- DFB-Pokal 2009, 2010
- Portugiesischer Meister 2017
- Portugiesischer Pokalsieger 2018
- Portugiesischer Supercupsieger 2018
- Finalist Schweizer Cup-Wettbewerb 2024

## Sonstiges
Die im Stadtteil Stenern geborene Leite schloss nach dem Besuch des „Teilzeitinternats Bocholt/Rhede“, einer Sportförderschule, eine Ausbildung zur Sport- und Fitnesskauffrau erfolgreich ab.